# Willie Stargell
Wilver Dornell „Willie“ Stargell (* 6. März 1940 in Earlsboro, Oklahoma; † 9. April 2001 in Wilmington, North Carolina) war ein US-amerikanischer Baseballspieler der Pittsburgh Pirates in der Major League Baseball (MLB). 
Stargell spielte in der MLB von 1962 bis 1982 bei den Pittsburgh Pirates auf der Position des Left Fielder. Er gewann in seiner langen Karriere die World Series 1954 und 1979, wurde siebenmal ins All-Star Team berufen und 1979 zum Most Valuable Player (MVP) der National League gewählt. 1971 führte er die NL in Home Runs an, 1973 in Home Runs und RBIs.
1988 wurde er mit 82 % der Stimmen im ersten Wahljahr in die Baseball Hall of Fame gewählt. Seine Trikotnummer 8 wird von den Pirates nicht mehr vergeben. Stargell trug den Spitznamen „Pops“.